# 翅鳞莎
翅鳞莎（学名：Cyperus pseudokyllingioides）为莎草科莎草属下的一个种。